# Branco Vukovic
Branco Vukovic (* 15. September 1978 in Meersburg) ist ein ehemaliger deutscher Schauspieler, Moderator und Sänger.

## Leben
Vukovic erhielt 1996 die Hochschulreife und begann anschließend ein Volontariat bei BBC in London. Nach seinem Abschluss als Bachelor of Arts begann er ein Studium der Psychologie. Während des Studiums wurde er zufällig für die Fernsehserie K11-Kommissare im Einsatz gecastet und bekam auch die Hauptrolle. Nachdem der Sender die schon bestehende Serie zu einem Quotenerfolg führen wollte, wurde die Rolle Branco Vukovic erfunden und etabliert. Es handelt sich hierbei um ein Pseudonym.
Ab dem Jahr 2004 führte er Sprecherziehung und Gesangstraining durch und nahm 2005 an einem Schauspiel- und Improvisationstraining in Berlin und an Workshops in New York teil. Neben dem Moderationstraining (2004) in München, nahm Vukovic 2004–2005 Schauspielunterricht bei Michael Rossier in München. Seit 2006 wurde er von Nina Claasen und Jürgen Elvers in Berlin in Schauspielkunst unterrichtet und erhielt eine Schauspiel- und Sprecherausbildung von Friederike Müller in München. 2008 beendete Branco Vukovic seine Schauspielkarriere aus eigener Entscheidung, um sein Studium der Psychologie abzuschließen. Er ist seit einigen Jahren als Psychotherapeut in einer eigenen Praxis tätig.

## Fernsehen
Von 2004 bis Anfang 2006 spielte er in 225 Folgen die Rolle des Oberkommissars Branco Vukovic, einem Teamkollegen von Alexandra Rietz und Michael Naseband in der Sat.1-Serie K11 – Kommissare im Einsatz. Von Mai 2006 bis 2008 war er 36 Mal als Gast-Star bei der RTL-Soap „Gute Zeiten, schlechte Zeiten“ zu sehen. Dort spielte er den Rechtsanwalt Sven Lutterbeck. Gemeinsam mit der Eiskunstläuferin Theresa Schumann nahm er von Oktober bis  November 2006 an der Show Dancing on Ice auf RTL teil. Das Paar erreichte Platz 3.
2008 drehte Branco in Bulgarien den dritten Teil des Videofilms „The Prince and me 3“, in dem er einen deutschen Reporter mimte. „The Prince and me 3“(German Reporter) - Lions Gate Prod / First Look Prod. / Nu Image Prod. / Paramount Pictures.
(USA/CAN/BUL)
Von 2008 bis 2012 spielte Vukovic in mehreren Kurzfilmen mit, außerdem hatte er Auftritte in einem Werbespot (Kyberg Vital, Thema: Histamin-Intoleranz) und bei Aktenzeichen XY... ungelöst.

## Theater, Moderation und Musik
Seit dem Jahr 2002 wirkte Vukovic in fünf Theaterproduktionen an verschiedenen Bühnen in mehreren (Bundes-) Ländern mit, 2002 allein in zwei jugoslawischen Produktionen. Von 2006 bis 2010 moderierte Vukovic die AIDS-Gala Wittenberg (gemeinsam mit Ruth Moschner), mehrfach die Automesse Belgrad sowie die Dynachord Präsentation bei Daimler-Benz in Stuttgart.
Vukovics 2006 erschienene erste Single Coffee to Go erreichte Platz 77 der deutschen Singlecharts. Sein 2007 erschienener Song What Have I Done – Is it really love ist nur als Internet-Download erhältlich, erreichte aber dennoch jeweils die Top Ten in Österreich und der Schweiz.
Bei seinen Theaterproduktionen handelt es sich um Deserteur, eine Produktion des Blue Theater in Belgrad aus dem Jahr 2002, er spielt die Hauptrolle des Abiturienten Boban. Ebenfalls 2002 am Blue Theater in Belgrad spielt er in Der verlorene Pfad den Müllersohn Thomas Dedulja. Von 2008 bis 2009 gab Vukovic den Hans Fleming in Die wilde Auguste an der Komödie Dresden - 2011 verkörperte er dieselbe Figur im selben Stück, allerdings diesmal in der Komödie am Kurfürstendamm. Seine bislang letzte Theaterrolle ist die des George Stockwell aus Mord nach Maß am Theater auf Tour, Darmstadt.